# Negativ dialektik
Negativ dialektik (tyska: Negative Dialektik) är en bok från 1966 av den tyske filosofen Theodor W. Adorno. Boken avslutades dock aldrig av Adorno.

## Sammanfattning
Adorno försöker i boken att uppdatera den filosofiska metod som kallas dialektik och frigöra den från de egenskaper som tidigare tillskrivits den, och som han ansåg vara fiktiva. För Hegel var dialektiken en process av insikt om att tingen innehåller sin egen negation och att delarna genom denna insikt sublimeras till något större. Adornos dialektik förkastade detta positiva element där resultatet var något större än de delar som föregick och argumenterade för en dialektik som producerade något i huvudsak negativt. Adorno skrev att "negativ dialektik är en fras som gör våld på traditionen. Så tidigt som Platon innebar dialektiken att uppnå något positivt med hjälp av negation."
Adornos syfte var att övervinna de formella logiska begränsningarna i de tidigare definitionerna av dialektiken genom att belysa att ny kunskap uppstår mindre genom en hegeliansk förening av motsatta kategorier som definierats enligt aristotelisk logik än genom avslöjandet av kunskapens gränser. Ett sådant avslöjande av kunskapens gränser sträcker sig till dess upplevda objekt, vars helhet alltid undgår de förenklande kategorierna i det rent teoretiska tänkandet. Adorno tar upp möjligheten att filosofin och dess väsentliga koppling till verkligheten kan vara epistemologisk till sin natur. Adornos reflektion går ett steg längre, genom att tillämpa dialektikbegreppet inte bara på yttre kunskapsobjekt, utan på själva tankeprocessen.